# كأس ألمانيا 1994–95
كأس ألمانيا 1994–95 (بالألمانية: DFB-Pokal 1994/95)‏ هو الموسم 52 من كأس ألمانيا. أشرف على تنظيمه اتحاد ألمانيا لكرة القدم، وكان عدد الأندية المشاركة فيه 64، وفاز فيه بوروسيا مونشنغلادباخ.